# Thomas Legrain
Pour les articles homonymes, voir Legrain.
Thomas Legrain, né le 22 janvier 1981 en Belgique à Sambreville (province de Namur), est un dessinateur réaliste de bande dessinée belge. Il est le petit-neveu du dessinateur Jijé.

## Biographie

### Jeunesse
Thomas Legrain naît le 22 janvier 1981 à Sambreville en Belgique. Sa grand-mère paternelle Louise était la sœur de Joseph Gillain (1914-1980), le légendaire pionnier de la bande dessinée belge connu sous le nom de Jijé. Rejoignant l'héritage culturel de sa famille, Legrain lui-même montre un talent précoce pour le dessin aussi. Enfant, il imite les dessins que son père lui fait, il suit des stages. Vers l’âge de 12 ans, à l'instar d'un de ses cousins, il crée tout de suite fait des histoires complètes en bande dessinée, qui se complexifient progressivement tant au niveau du dessin que des scénarios. Dès les premières étapes de son développement artistique, Legrain s'inspire déjà du réalisme et des arrière-plans minutieux de Travis Charest et des bandes dessinées à suspense écrites par Jean Van Hamme.
À partir de ses 17-18 ans, il commence à montrer ses albums et rencontre par deux fois Tibet qui lui propose de rencontrer Yves Sente, directeur éditorial du Lombard, sans vouloir être publié, juste désireux d'avoir des conseils et de rencontrer des gens du métier.
Pour sa carrière, il a d'abord choisi une autre direction, en étudiant l'histoire et la criminologie à l'UCLouvain. En tant que dessinateur, il est en grande partie autodidacte, créant des planches de bandes dessinées pendant son temps libre. Quand il est à l’université, il réalise une bande dessinée par an.

### Collaborations avec le couple Bartoll
Après ses études, Legrain fait la promotion de son art via le site web BDParadisio. En l'espace de deux mois, cela lui permet d'entrer en contact avec les scénaristes Jean-Claude et Agnès Bartoll, qui lui demandent de travailler avec eux sur pas moins de deux projets de bandes dessinées différents. Mortelle Riviera, une trilogie politico-financière publiée par Glénat (2006-2008), à propos d'une avocate qui décide de se présenter contre son père corrompu aux élections municipales d'une ville de la Riviera, et se retrouve prise dans un filet du crime et de la tromperie. L'autre projet de Legrain avec les Bartoll est L'Agence, une série sur une organisation secrète luttant contre le trafic de trésors artistiques historiques, aux éditions Casterman pour les quatre premiers tomes (2006-2009), les deux suivantes sont dessinées par Bernard Khattou, alias Frisco.

### Sisco
Par le biais du forum BDParadisio, Legrain entre en contact avec un autre scénariste, qui opère sous le pseudonyme de Benec. Son travail pour la série Bartoll étant terminé, Legrain et Benec s'associent pour créer une nouvelle série pour l'éditeur Le Lombard. Le résultat en est le thriller Sisco, sur un agent secret/tueur à gages peu scrupuleux au service du gouvernement français. Arrogant, froid et cynique, Vincent Sisco-Castiglioni est chargé de protéger le Président, ce qui l'amène dans les coulisses des pouvoirs et des scandales du monde politique. Initialement conçu comme un diptyque, le détestable héros serait mort à la fin du second tome. Cependant, la série s'avère être un succès critique et les auteurs réalisent dix autres épisodes jusqu'à la conclusion du projet avec l'épisode Roulette Russe en 2021. Salué par la critique pour ses illustrations photo-réalistes, le 11e volet, Belgian Rhapsody, est récompensé par le Prix Atomium 2020 à Bruxelles.

### Autres bandes dessinées
Entre les épisodes de Sisco, Thomas Legrain s'associe au scénariste Stephen Desberg pour créer Bagdad Inc. (Lombard, 2015), un techno-thriller basé en Irak déchiré par la guerre. Depuis 2017, Legrain travaille avec l'écrivain Vincent Brugeas sur The Regiment, un triptyque racontant l'histoire de la légendaire unité SAS opérant en Afrique du Nord pendant la Seconde Guerre mondiale publiée au Lombard en 2017, 2018 et 2019. Les deux séries sont publiées en anglais par Europe Comics. En 2023, il contribue au Tintin numéro spécial 77 ans.
En 2024, il s'associe à Nicolas Jarry pour une série de science-fiction : M.A.D.. Le premier volume Un empire de rouille sort en octobre aux éditions Le Lombard,.
Selon Henri Filippini « Legrain dessinateur belge spécialisé dans les récits d’action signe des pages dynamiques, de son trait précis et documenté. »

## Œuvre

### Albums de bande dessinée

#### The Regiment - L'Histoire vraie du SAS
Série terminée
- 1. Livre 1[28], Le Lombard, Bruxelles, 6 octobre 2017
Scénario : Vincent Brugeas - Dessin : Thomas Legrain - Couleurs : Elvire De Cock -  (ISBN 978-2-8036-7056-7)
- 2. Livre 2[29],[30], Le Lombard, Bruxelles, 28 septembre 2018
Scénario : Vincent Brugeas - Dessin : Thomas Legrain - Couleurs : Elvire De Cock, Merete Jepsen -  (ISBN 978-2-8036-7234-9)
- 3. Livre 3[3], Le Lombard, Bruxelles, 4 octobre 2019
Scénario : Vincent Brugeas - Dessin : Thomas Legrain - Couleurs : Elvire De Cock, Merete Jepsen -  (ISBN 978-2-8036-7306-3)

#### M.A.D.
Série en cours
- 1. Un empire de rouille[10],[11],[34],[35],[36], Le Lombard, Bruxelles, 18 octobre 2024
Scénario : Nicolas Jarry - Dessin : Thomas Legrain - Couleurs : MiKl -  (ISBN 978-2-8082-1179-6)

### Collectifs
- Numéro spécial 77 ans - L'hommage des auteurs et autrices d'aujourd'hui aux personnages mythiques du journal Tintin, Éditions Moulinsart-Le Lombard, Bruxelles, 8 septembre 2023
Scénario : collectif - Dessin : collectif dont Thomas Legrain - Couleurs : quadrichromie -  (ISBN 2-85815-201-2)

## Récompenses
- 2020 :  prix Atomium de Bruxelles pour Sisco, t. 11 : Belgian Rhapsody, avec Benec[37].

#### Livres
: document utilisé comme source pour la rédaction de cet article.
- Philippe Mellot, Michel Denni, Laurent Turpin et Isabelle Morzadec, Trésors de la bande dessinée : BDM 2021-2022 - Catalogue encyclopédique et Argus, Paris, Les Arènes, novembre 2020, 22e éd., 1700 p., ill. ; 23 cm (ISBN 9791037502582, OCLC 1240308146, présentation en ligne), p. 27, 102, 768, 954, 1036. .

#### Périodiques
- Thomas Legrain (interviewé par Frédéric Bosser), « Premier tome - The Regiment : Thomas Legrain - Le grand saut ! », dBD, no 117,‎ octobre 2017, p. 56-59 (ISSN 1951-4050).
- Thomas Legrain (interviewé par Géant vert), « Latah - Recherche et destruction », dBD, no 172,‎ avril 2023, p. 42-47 (ISSN 1951-4050).

#### Articles
- Thomas Legrain (interviewé par Manuel F. Picaud), « Entretien avec Thomas Legrain », Auracan,‎ 18 novembre 2007 (lire en ligne, consulté le 15 novembre 2022)
- Thomas Legrain (interviewé par Jean-Laurent Truc), « Thomas Legrain finit Sisco, a envie de one-shot et un faible pour les années 70 », Ligne claire,‎ 28 avril 2020 (lire en ligne, consulté le 15 novembre 2022).
- Thomas Legrain (interviewé par Bernard Launois), « Entretien avec Thomas Legrain », Auracan,‎ 3 mars 2023 (lire en ligne, consulté le 12 octobre 2023).
- Thomas Legrain et Nicolas Jarry (interviewés par Didier Pasamonik), « Interviews : Thomas Legrain et Nicolas Jarry : M-A-D ou Elon Musk chez Mad Max [PODCAST] », ActuaBD,‎ 15 novembre 2024 (lire en ligne, consulté le 22 décembre 2024).

### Podcasts
- Thomas Legrain: la bande dessinée et le cinéma sur Auvio, intervenant : Thomas Legrain (46 s), 21 octobre 2017.

### Vidéographie
- [vidéo] « Derrière le masque ... Thomas Legrain », sur YouTube, 2 octobre 2021